# Sapphire Elia
Sapphire Elia est une actrice britannique d’origine grecque-chypriote née le 15 avril 1987. Elle est surtout connue pour son rôle de Claudine Cameron dans la série télévisée britannique Britannia High.

## Biographie
Elle a étudié à l’école de théâtre Sylvia-Young de Londres entre 1997 et 2003, avec deux autres futurs acteurs de Britannia High : Georgina Hagen et Matthew James Thomas (Jaz), avec lequel elle est en couple.
Elle a signé un contrat de 2 ans dans le soap-opéra Emmerdale pour le rôle de Macey Mia ; elle fera ses débuts le lundi 29 novembre.
Sapphire est la copropriétaire de mince Records, et travaille sur un premier album studio, duquel la maquette d’une chanson a déjà été réalisée.

## Rôles

### Télévision
- britannia high : Claudine Cameron
- Comedy Showcase : Plus One : Kerry dewar Polly
- Dream Team (en) : Gemma Craig

Sapphire a également joué en tant que présentatrice de Channel Discovery Kids, et aussi une artiste sur ITV dans Song Factory Fun.

### Théâtre
- Blanche-Neige au théâtre Richmond, pour Noël 2009–2010
- Cosette dans Les Misérables au Palace Theatre de Londres, mise en scène de Trevor Nunn